# Stazione di Ishikura
La stazione di Ishikura (石倉駅?, Ishikura-eki) è una piccola fermata ferroviaria priva di personale situata nella cittadina di Mori, in Hokkaidō, Giappone, servita dalla linea principale Hakodate della JR Hokkaido.

## Linee
JR Hokkaido
■ Linea principale Hakodate

## Struttura
La stazione è dotata di due marciapiedi a isola con due binari passanti in superficie.

## Stazioni adiacenti
| «                         | Servizio                  | »                         |
| Linea principale Hakodate | Linea principale Hakodate | Linea principale Hakodate |
| ------------------------- | ------------------------- | ------------------------- |
| Hon-Ishikura              | Locale                    | Otoshibe                  |
| Il rapido non ferma       |                           |                           |